# 문경 관음리 석조반가사유상
문경 관음리 석조반가사유상(聞慶 觀音里 石造半跏思惟像)은 대한민국 경상북도 문경시 문경읍 관음리 계립령 아래 밭 언저리에 있는 반가사유상이다.
1998년 4월 13일 경상북도의 문화재자료 제350호로 지정되었다가, 2019년 10월 21일 경상북도의 유형문화재 제548호로 승격 지정되었다.

## 개요
경상북도 문경시 문경읍 관음리 계립령 아래 밭 언저리에 있는 반가사유상이다. 계립령 아래 관음원이 있었다는 기록과 불상 주변에서 발견된 기와조각들, 동쪽 200m쯤 떨어진 곳에 있는 5층석탑 등으로 보아 이 주변을 관음사 옛 절터로 추정하지만 아직 확실하지는 않다.
작은 바위면에 양각되어 있는 사유상은 머리에 삼면화관을 썼으며, 얼굴은 원만하며 미소가 보인다. 오른손은 무릎 위에 구부러져 턱을 받치고 있으며 왼손으로는 왼쪽 무릎 위에 올린 오른발을 잡고 있다. 몸에 비해 오른팔이 너무 짧고 무릎 이하는 불분명하며, 왼쪽다리는 생략되어 있다.
사유상이 앉아 있는 대좌(臺座)는 선으로 구분되어 있을 뿐이다. 광배(光背)는 일부 떨어져 나간 것 같으며, 5개의 작은 부처가 새겨져 있지만 세부묘사는 잘 보이지 않는다.
전체적으로 풍화가 심해 세부 표현을 제대로 알 수 없고 조각수법도 뒤떨어진다.

## 유형문화재 지정사유
이 불상은 약 188㎝ 높이의 자연석 서쪽면에 浮彫된 반가사유상이다. 반가사유상의 왼쪽 다리 일부와 대좌 하부는 지표 아래에 묻혀 있고 전체적으로 표면 마모가 심한 편이다. 정면 향을 취하고 있으며 오른손은 턱에, 왼손은 반가좌한 오른쪽 발목에 두고 있다. 조성 시기는 불상의 표현기법 등으로 보아 7세기 후반 경으로 추정된다.
형식의 희소성, 불상의 입지, 제작시기 등을 고려할 때 학술적 가치가 매우 크다고 판단되므로 유형문화재로 지정한다. 아울러, 불상의 보호조치가 시급한 상태이며, 향후 불상 주변의 발굴조사 등을 통해 불상의 정확한 현상을 규명할 필요가 있다.

## 참고 문헌
- 문경 관음리 석조반가사유상 - 국가유산청 국가유산포털